# 异喙菊
异喙菊（学名：Heteracia szovitsii）是菊科异喙菊属的植物。分布于乌兹别克斯坦、哈萨克斯坦、高加索、伊朗、西亚、俄罗斯以及中国大陆的新疆等地，生长于海拔1,000米的地区，常生于荒漠以及半荒漠。